# Cirrospilus duplolineatus
Cirrospilus duplolineatus är en stekelart som först beskrevs av Girault 1915.  Cirrospilus duplolineatus ingår i släktet Cirrospilus och familjen finglanssteklar. Inga underarter finns listade i Catalogue of Life.